# 丹·史萊特
丹·史萊特（1976年4月9日—）是一名紐西蘭帆船運動員，曾代表國家參加2012年倫敦奧運的男子芬蘭型帆船，最終以第七名完成賽事。